# Кшиштоф Пјонтек
Кшиштоф Пјонтек (пољ. Krzysztof Piątek; 1. јул 1995) пољски је фудбалер који тренутно игра за Салернитану на позајмици из Херте и репрезентацију Пољске на позицији нападача.
Професионалну каријеру почео је у Заглебју, док је 2016. прешао у Краковију, која се такмичила у највишем рангу такмичења у Пољској – Екстракласи. За Краковију је постигао 32 гола за двије сезоне, након тога чега је 2018. године прешао у Ђенову за четири милиона евра. За Ђенову је одиграо 21 утакмицу и постигао 19 голова, након чега је, у јануару 2019. године, прешао у Милан за 35 милиона евра, за тада рекордан трансфер Ђенове.

## Клупска каријера

### Почетак каријере
Јуниорску каријеру је почео у локалном клубу, Ђивјонтка Ђержоњов 2006. године, док је професионалну каријеру почео 2011. године у Лехији Ђержоњов, која се такмичила у Трећој лиги, четвртом рангу фудбалских такмичења у Пољској.

### Заглебје Лубин
На дан 14. маја 2014. године, почео је да тренира са Заглебје Лубином, За који је дебитовао у Екстракласи 18. маја 2014, на утакмици против Краковије. Током наредне сезоне, постао је стартер, а први гол у сениорској конкуренцији постигао је 12. септембра 2014, у побједи 1:0 против Чробри Глогова, док је први гол у лиги постигао у побједи 2:1 против Лех Познања, 14. августа 2015. године.

### Краковија
Године 2016, прешао је у Краковију, гдје је за двије сезоне постигао 32 гола на 65 утакмица. У сезони 2017/18, постигао је 21 гол у лиги, коју је завршио као трећи најбољи стријелац лиге.

### Ђенова
У јуну 2018. прешао је у италијанску Ђенову за четири милиона евра, и потписао је четворогодишњи уговор. На дебију за клуб, у Купу Италије, постигао је сва четири гола у побједи против Лечеа 4:0. Први гол постигао је у првом минуту, четврти у 37. У Серији А дебитовао је 26. августа, гдје је постигао и први гол, у побједи 2:1 против Емполија у оквиру другог кола. У трећем колу, постигао је два гола у поразу 5:3 против Сасуола, док је по један гол постигао и у наредна три кола, у побједи 1:0 против Болоње, поразу 4:1 против Лација и у побједи 2:0 против Кјева, поставши тако први фудбалер који је постигао пет голова у прве четири утакмице у Серији А, након Андрија Шевченка 1999.
У побједи 2:0 над Кјевом, постигао је десети гол у свим такмичењима, поставши тако први фудбалер у Европи који је постигао десет голова у сезони. На дан 30. септембра, постигао је два гола за три минута, у побједи 2:1 против Фрозинонеа у оквиру седмог кола, постигавши тако осам голова на шест утакмица, што је био најбољи старт неког дебитанта од Карла Аге Хансена 1950. У наредном колу, постигао је једини гол за Ђенову у поразу 3:1 од Парме, поставши тако први фудбалер који је постигао барем један гол на првих седам утакмица у Серији А, након Габријела Батистуте у сезони 1994/95.

### Милан
На дан 23. јануара 2019. године, прешао је у Милан, са којим је потписао уговор до 30. јуна 2023. године. Пјонтек у Милан прешао за 35 милиона евра, што је био највећи трансфер у историји Ђенове. У клуб је дошао као замјена за Гонзала Игваина, који је прешао у Челси; узео је дрес са бројем 19.
За Милан је дебитовао 26. јануара, у ремију 0:0 против Наполија; ушао је у игру у 71 минуту умјесто Патрика Кутронеа. Три дана касније, против истог противника у четвртфиналу Купа, постигао је оба гола у побједи 2:0 и добио је велики аплауз навијача када је изашао, док је умјесто њега ушао Кутроне. Изгласан је за најбољег играча утакмице од стране навијача. Први гол у лиги постигао је 3. фебруара 2019. године, у ремију 1:1 против Роме на Олимпику. На наредне двије утакмице постигао је три гола; један у побједи 3:0 против Каљарија и два у побједи 3:1 против Аталанте, поставши тако најбржи играч који је постигао шест голова за клуб у свим такмичењима, са 5 сати и 10 минута, срушивши рекорд Гунара Нордахла од 6 сати и 59 минута. Такође је постао први фудбалер Милана који је постигао по гол на три прве утакмице у Серији А, након Марија Балотелија 2013. Пети гол заредом у лиги, постигао је у побједи 3:0 против Емполија, у оквиру 25 кола. Постигао је гол за побједу 2:1 на гостовању Кјеву у 27 колу, након чега је постигао једине голове за Милан у ремију 1:1 са Удинезеом у 30 и у поразу 2:1 на гостовању Јувентусу у 31 колу, чиме је стигао до осам постигнутих голова на 11 утакмица.

### Херта
Прешао је у клуб Херта дана 30. јануара 2020. године за 27 милиона евра.

## Репрезентативна каријера
Пјонтек је укључен на шири списак од 35 фудбалера за Свјетско првенство 2018 у Русији, али је био један од 12 играча који су последњи отпали из тима.
За репрезентацију Пољске дебитовао је 11. септембра 2018. године, у пријатељској утакмици против Републике Ирске, која је завршена 1:1. Пјонтек је почео утакмицу, а у 61 минуту замијенио га је Матеуш Клич. Мјесец дана касније, одиграо је прву такмичарску утакмицу за репрезентацију и постигао први гол, у поразу 3:2 против Португалије у оквиру Лиге А Лиге нација за сезону 2018/19. Други гол постигао је у првој утакмици квалификација за Европско првенство 2020, у побједи 1:0 на гостовању Аустрији.

## Статистика каријере

### Клубови
Ажурирано након утакмице игране 2. јануара 2021. 
| Клуб              | Сезона            | Лига              | Лига    | Лига   | Куп     | Куп    | Европа  | Европа | Укупно  | Укупно |
| Клуб              | Сезона            | Лига              | Наступи | Голови | Наступи | Голови | Наступи | Голови | Наступи | Голови |
| ----------------- | ----------------- | ----------------- | ------- | ------ | ------- | ------ | ------- | ------ | ------- | ------ |
| Лехиа Ђержоњов    | 2012/13           | III лига          | 6       | 0      | –       | –      | –       | –      | 6       | 0      |
| Заглебје Лубин    | 2013/14           | Екстракласа       | 4       | 0      | 0       | 0      | –       | –      | 4       | 0      |
| Заглебје Лубин    | 2014/15           | I лига            | 30      | 8      | 3       | 1      | –       | –      | 33      | 9      |
| Заглебје Лубин    | 2015/16           | Екстракласа       | 33      | 6      | 3       | 2      | –       | –      | 36      | 8      |
| Заглебје Лубин    | 2016/17           | Екстракласа       | 5       | 1      | 1       | 0      | 6       | 0      | 12      | 1      |
| Заглебје Лубин    | Укупно            | Укупно            | 72      | 15     | 7       | 3      | 6       | 0      | 85      | 18     |
| Краковија         | 2016/17           | Екстракласа       | 27      | 11     | –       | –      | –       | –      | 27      | 11     |
| Краковија         | 2017/18           | Екстракласа       | 36      | 21     | 2       | 0      | –       | –      | 38      | 21     |
| Краковија         | Укупно            | Укупно            | 63      | 32     | 2       | 0      | –       | –      | 65      | 32     |
| Ђенова            | 2018/19           | Серија А          | 19      | 13     | 2       | 6      | –       | –      | 21      | 19     |
| Милан             | 2018/19           | Серија А          | 18      | 9      | 3       | 2      | –       | –      | 21      | 11     |
| Милан             | 2019/20           | Серија А          | 18      | 4      | 2       | 1      | –       | –      | 20      | 5      |
| Милан             | Укупно            | Укупно            | 36      | 13     | 5       | 3      | –       | –      | 41      | 16     |
| Херта Берлин      | 2019/20           | Бундеслига        | 15      | 4      | 1       | 1      | –       | –      | 16      | 5      |
| Херта Берлин      | 2020/21           | Бундеслига        | 14      | 4      | 0       | 0      | –       | –      | 14      | 4      |
| Херта Берлин      | Укупно            | Укупно            | 29      | 8      | 1       | 1      | –       | –      | 30      | 9      |
| Укупно у каријери | Укупно у каријери | Укупно у каријери | 223     | 83     | 17      | 13     | 6       | 0      | 248     | 94     |

### Репрезентација
Ажурирано након утакмице игране 18. новембра 2020.
| Репрезентација | Година | Наступи | Голови |
| -------------- | ------ | ------- | ------ |
| Пољска         | 2018   | 2       | 1      |
| Пољска         | 2019   | 8       | 4      |
| Пољска         | 2020   | 5       | 2      |
| Укупно         | Укупно | 15      | 7      |

### Голови за репрезентацију
Након утакмице игране 24. марта 2019.
| Број | Датум             | Стадион                            | Противник   | Гол за | Коначан резултат | Такмичење                                |
| ---- | ----------------- | ---------------------------------- | ----------- | ------ | ---------------- | ---------------------------------------- |
| 1    | 11. октобар 2018. | Стадион Сласк, Хожов, Пољска       | Португалија | 1:0    | 2:3              | Лига нација 2018/19 — Лига А             |
| 2    | 21. март 2019.    | Стадион Ернст Хапел, Беч, Аустрија | Аустрија    | 1:0    | 1:0              | Квалификације за Европско првенство 2020 |